# Polisportiva Virtus Casarano 1981-1982
Questa pagina raccoglie le informazioni riguardanti la Polisportiva Virtus Casarano nelle competizioni ufficiali della stagione 1981-1982.

## Rosa
| N. |                   | Ruolo | Calciatore            |
| -- | ----------------- | ----- | --------------------- |
|    | Italia (bandiera) | D     | Paolo Agabitini       |
|    | Italia (bandiera) | C     | Adriano Banelli       |
|    | Italia (bandiera) | D     | Bruno Caligiuri       |
|    | Italia (bandiera) |       | Carrozzo              |
|    | Italia (bandiera) | A     | Giuseppe Cau          |
|    | Italia (bandiera) | D     | Gaetano Coletta       |
|    | Italia (bandiera) | C     | Dino Cosentino        |
|    | Italia (bandiera) | C     | Francesco Delli Santi |
|    | Italia (bandiera) | P     | Leopoldo Grimaldi     |
|    | Italia (bandiera) | A     | Fortunato Loddi       |
|    | Italia (bandiera) | P     | Gianfranco Maggio     |

| N. |                   | Ruolo | Calciatore         |
| -- | ----------------- | ----- | ------------------ |
|    | Italia (bandiera) | C     | Maurizio Manieri   |
|    | Italia (bandiera) | D     | Antonio Marletta   |
|    | Italia (bandiera) | C     | Amleto Massimo     |
|    | Italia (bandiera) | C     | Salvatore Merico   |
|    | Italia (bandiera) | C     | Adriano Morales    |
|    | Italia (bandiera) | D     | Luciano Mordocco   |
|    | Italia (bandiera) |       | Piccinno           |
|    | Italia (bandiera) | A     | Simone Piovanelli  |
|    | Italia (bandiera) | C     | Giovanni Schettino |
|    | Italia (bandiera) | C     | Luigi Vento        |

## Risultati

### Campionato

#### Girone di andata
| 20 settembre 1981 1ª giornata | Campania | 1 – 0 | Virtus Casarano |  |

| 27 settembre 1981 2ª giornata | Virtus Casarano | 4 – 1 | Ternana |  |

| 4 ottobre 1981 3ª giornata | Virtus Casarano | 1 – 0 | Benevento |  |

| 11 ottobre 1981 4ª giornata | Taranto | 2 – 0 | Virtus Casarano |  |

| 18 ottobre 1981 5ª giornata | Virtus Casarano | 3 – 0 | Livorno |  |

| 25 ottobre 1981 6ª giornata | Paganese | 3 – 0 | Virtus Casarano |  |

| 1º novembre 1981 7ª giornata | Virtus Casarano | 1 – 1 | Latina |  |

| 8 novembre 1981 8ª giornata | Reggina | 1 – 0 | Virtus Casarano |  |

| 15 novembre 1981 9ª giornata | Virtus Casarano | 2 – 1 | Rende |  |

| 22 novembre 1981 10ª giornata | Civitanovese | 4 – 1 | Virtus Casarano |  |

| 29 novembre 1981 11ª giornata | Virtus Casarano | 2 – 2 | Giulianova |  |

| 6 dicembre 1981 12ª giornata | Arezzo | 1 – 0 | Virtus Casarano |  |

| 13 dicembre 1981 13ª giornata | Virtus Casarano | 1 – 0 | Francavilla |  |

| 20 dicembre 1981 14ª giornata | Casertana | 2 – 1 | Virtus Casarano |  |

| 3 gennaio 1982 15ª giornata | Virtus Casarano | 1 – 2 | Nocerina |  |

| 10 gennaio 1981 16ª giornata | Campobasso | 4 – 0 | Virtus Casarano |  |

| 17 gennaio 1981 17ª giornata | Virtus Casarano | 0 – 0 | Salernitana |  |

#### Girone di ritorno
| 24 gennaio 1982 18ª giornata | Virtus Casarano | 1 – 0 | Campania |  |

| 31 gennaio 1982 19ª giornata | Ternana | 1 – 1 | Virtus Casarano |  |

| 7 febbraio 1982 20ª giornata | Benevento | 1 – 0 | Virtus Casarano |  |

| 14 febbraio 1982 21ª giornata | Virtus Casarano | 0 – 0 | Taranto |  |

| 21 febbraio 1982 22ª giornata | Livorno | 1 – 0 | Virtus Casarano |  |

| 28 febbraio 1982 23ª giornata | Virtus Casarano | 1 – 0 | Paganese |  |

| 7 marzo 1982 24ª giornata | Latina | 2 – 1 | Virtus Casarano |  |

| 21 marzo 1982 25ª giornata | Virtus Casarano | 1 – 0 | Reggina |  |

| 28 marzo 1982 26ª giornata | Rende | 1 – 0 | Virtus Casarano |  |

| 4 aprile 1982 27ª giornata | Virtus Casarano | 0 – 0 | Civitanovese |  |

| 18 aprile 1982 28ª giornata | Giulianova | 1 – 2 | Virtus Casarano |  |

| 25 aprile 1982 29ª giornata | Virtus Casarano | 0 – 0 | Arezzo |  |

| 2 maggio 1982 30ª giornata | Francavilla | 1 – 0 | Virtus Casarano |  |

| 9 maggio 1982 31ª giornata | Virtus Casarano | 1 – 0 | Casertana |  |

| 16 maggio 1982 32ª giornata | Nocerina | 2 – 0 | Virtus Casarano |  |

| 23 maggio 1982 33ª giornata | Virtus Casarano | 0 – 2 | Campobasso |  |

| 30 maggio 1982 34ª giornata | Salernitana | 0 – 0 | Virtus Casarano |  |